# Mirko Božič
Mirko Božič, slovenski pravnik, * 8. november 1884, Idrija, † (?).

## Življenje in delo
Rodil se je očetu Janezu in materi Jožefi (rojena Šinkovec). Po končani gimnaziji v Ljubljani je 1910 doktoriral na dunajski univerzi  iz filozofije in 1918 končal študij prava na graški univerzi. Zaposlil se je v Ljubljani, kjer je postal tajnik Zadružne gospodarske banke. Že kot visokošolec in tudi pozneje je kot organizator deloval med katoliško mladino in bil urednik dijaškega lista Zora (1906–1908), v katerega je vpeljal prilogo Srednješolec ter pisal načelne in polemične članke. Bil je tudi med soustanovitelji Katoliške lige slovanskih akademikov.